# Speak of the Devil: The Canon of Anton LaVey
«Speak of the Devil» (также фильм выходил под названием «Speak of the Devil: The Canon of Anton LaVey») — документальный фильм режиссёра Ника Бугаса, снятый в 1993 году компанией Wavelenght Video.

## Сюжет
В фильме рассказывается история Антона Шандора Лавея, основателя Церкви Сатаны, демонстрируются кадры его выступлений, а также проводится экскурсия по Чёрному дому (штаб-квартире Церкви Сатаны) в Сан-Франциско, в котором есть ритуальная и музыкальная комнаты, а также библиотека.